# スキャバードフィッシュ (潜水艦)
スキャバードフィッシュ (USS Scabbardfish, SS-397) は、アメリカ海軍の潜水艦。バラオ級潜水艦の一隻。艦名はタチウオ科の「タチモドキ」と呼ばれる魚の総称に因んで命名された。

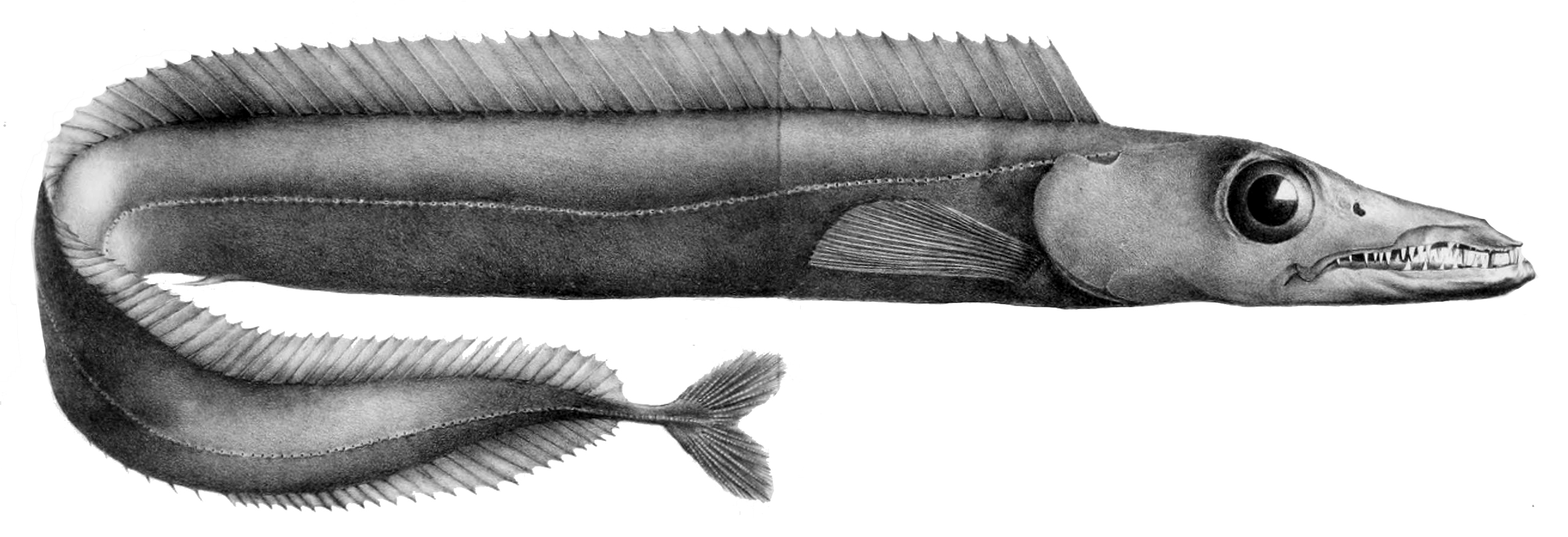
クロタチモドキ（Black scabbardfish）

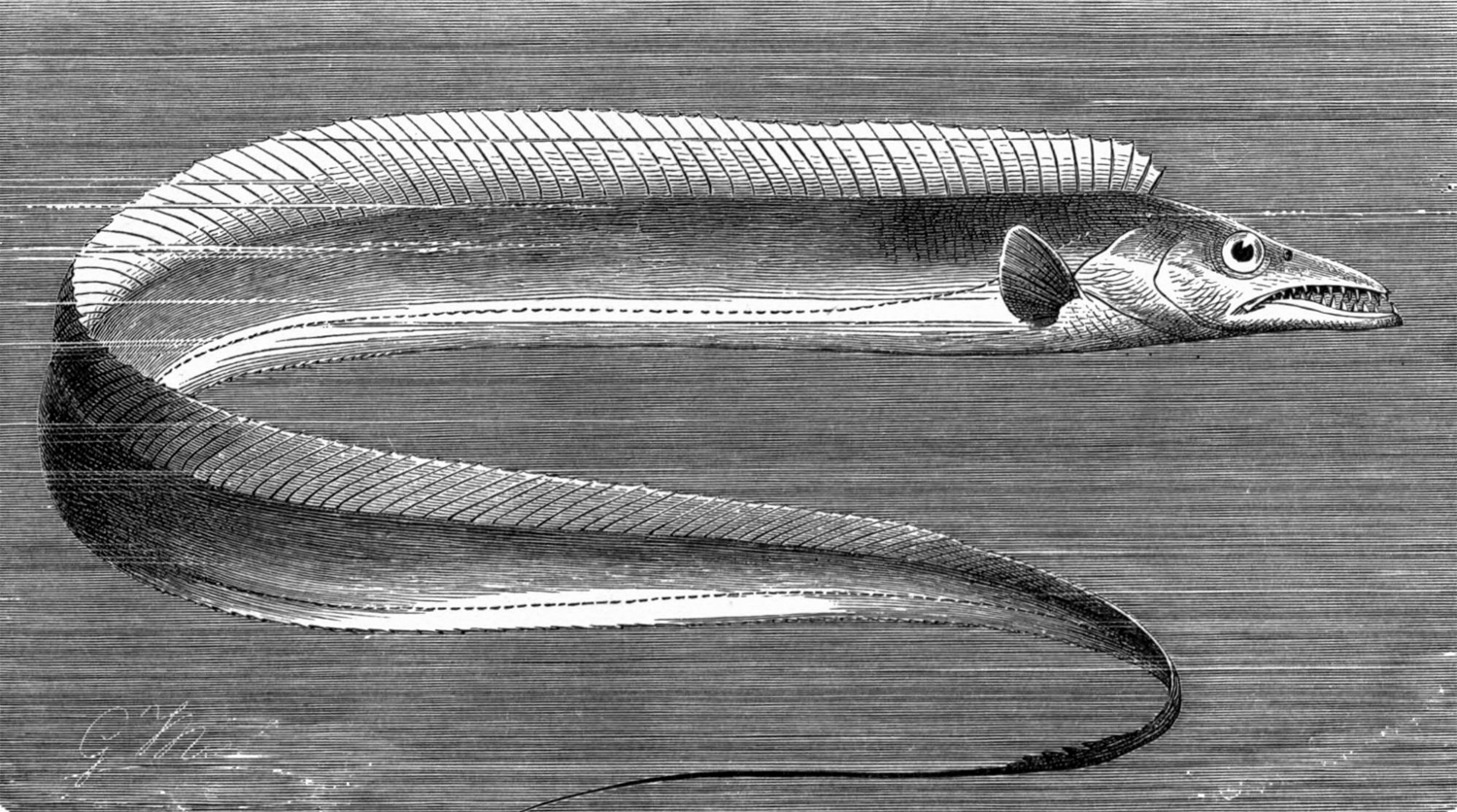
オビレタチ（Silver scabbardfish）

## 艦歴
スキャバードフィッシュは1943年9月27日にメイン州キタリーのポーツマス海軍造船所で起工した。1944年1月27日にナンシー・J・シェトキー少尉によって命名、進水し、4月29日に艦長フレデリック・A・ガン少佐（アナポリス1934年）の指揮下就役する。ポーツマスでの初期訓練およびロードアイランド州ニューポートでの水雷訓練を終えると、スキャバードフィッシュはコネチカット州ニューロンドンで大西洋艦隊潜水艦部隊に配属され、さらなる訓練と最終艤装が行われた。訓練が完了するとフロリダ州キーウェストに向けて出航、1944年6月21日から対潜水艦戦訓練を開始する。7月1日にパナマに向けて出航、4日後にパナマ運河を通過し、西海岸および真珠湾に向かう。スキャバードフィッシュは7月24日に真珠湾に到着、太平洋艦隊に配属され、修理および最終訓練を終えた。

### 第1の哨戒 1944年8月 - 10月
8月17日、スキャバードフィッシュは最初の哨戒で南西諸島方面に向かった。ミッドウェー島で給油を行った後、哨戒海域に到着。8月31日、スキャバードフィッシュは最初の敵船を発見した。それは2隻の護衛艦を従えた島間の汽船であった。スキャバードフィッシュは放射状に3本ずつ魚雷を2度発射したが命中することはなかった。護衛艦による爆雷攻撃を凌いだ後、スキャバードフィッシュは浮上し西方に向けて哨戒を継続した。9月19日9時15分ごろ、スキャバードフィッシュは那覇北西方で潜水母艦迅鯨に対して魚雷2本を命中させ損傷を与え、航行不能に陥らせた。さらに千鳥型水雷艇と思われる艦艇に対して攻撃を行ったがそれは失敗した。スキャバードフィッシュは3時間の爆雷攻撃を受けることとなったが、損害はなかった。哨戒の残りは戦果を挙げることができなかった。10月12日、スキャバードフィッシュは56日間の行動を終えてミッドウェー島に帰投した。2週間後、スキャバードフィッシュはさらなる命令に備えるべく、前進基地が設置されていたサイパン島に回航された。

### 第2、第3の哨戒 1944年11月 - 1945年3月
11月12日、スキャバードフィッシュは2回目の哨戒で本州南東部に向かった。11月16日に哨戒海域に到着。同日、スキャバードフィッシュは父島北西沖で3112船団を攻撃し、如月丸（日本製鐵、873トン）を撃沈した。11月21日には東京南方200カイリ沖で北海丸(不詳）を撃沈。翌22日には、北緯33度20分 東経142度01分 / 北緯33.333度 東経142.017度の八丈島東方で4118船団を護衛中の海防艦隠岐を雷撃。前部に命中し大破航行不能に陥らせた。11月24日、スキャバードフィッシュは11月27日まで日本空襲を始めるB-29に対する支援を行うよう命じられた。11月29日朝、スキャバードフィッシュは横須賀南東75カイリ、伊豆大島沖の地点で潜航中、潜望鏡の視界内に潜水艦を発見。一旦浮上して追跡したものの、哨戒機が飛来してきたので再び潜航。艦尾発射管から魚雷を発射し、魚雷が命中した敵潜水艦は30秒で沈没した。佐々木という名の生存者を救助し、この潜水艦はメレヨン島から横須賀に向かっていた伊365であることが判明した。12月20日、スキャバードフィッシュは47日間の行動を終えてグアムアプラ港に帰投した。同地には1945年1月16日まで留まり、その後サイパン島に回航した。サイパン島ではウルフパックの訓練を行った。
1月23日、スキャバードフィッシュは3回目の哨戒で南西諸島、ルソン海峡方面に向かった。2月27日、スキャバードフィッシュは12隻のラガーと1隻のトロール船を発見して艦砲で撃破したが、敵機の攻撃により潜航を余儀なくされた。スキャバードフィッシュは爆撃を受けたものの損傷はなかった。2月27日には基隆港沖で特設監視艇第六号喜鶴丸（日本製鐵、137トン）を撃沈した。3月6日、スキャバードフィッシュは52日間の行動を終えてサイパン島に帰投。修理のため真珠湾へ回航された。スキャバードフィッシュは4月後半にグアムへ戻り、潜水母艦ホランド (USS Holland, AS-3) による整備を受けた。

### 第4、第5の哨戒 1945年4月 - 8月
4月29日、スキャバードフィッシュは4回目の哨戒で東シナ海に向かった。哨戒海域に向かう途中、任務変更の命令を受け航空部隊の救助支援任務に向かい、5月4日には放棄されたB-29 から乗組員5名を救助した。B-29の乗組員は2日後ピクーダ (USS Picuda, SS-382) に移乗し、スキャバードフィッシュは黄海へと移動した。5月17日に小型貨物船および2隻の護衛艦と遭遇、雷撃を行う。この船団は対潜水艦攻撃部隊であった。スキャバードフィッシュの攻撃は外れ、敵戦隊は4時間にも及ぶ爆雷攻撃を行ったが、スキャバードフィッシュは損害を受けることはなかった。6月11日、スキャバードフィッシュは53日間の行動を終えてアプラ港に帰投。潜水母艦アポロ (USS Apollo, AS-25) による整備を受けた。
7月1日、スキャバードフィッシュは5回目の哨戒で日本近海に向かった。任務には救助支援任務も含まれた。7月25日から8月10日の間に東京湾南方海域を中心に7名のパイロットを救助した。8月15日にサイパン島に寄港し、終戦の報せを受け取った。8月25日、スキャバードフィッシュは51日間の行動を終えて真珠湾に帰投した。
スキャバードフィッシュは第二次世界大戦の戦功で5個の従軍星章を受章した。

### 戦後・ギリシャ海軍で
スキャバードフィッシュは真珠湾に一度回航された後、9月6日に真珠湾を出航し、エニウェトク環礁で対潜水艦戦訓練に参加する。1ヶ月をエニウェトクで過ごし、あとの1ヶ月をグアムへの巡航で費やす。11月14日にアプラ港を出港し、ミッドウェー島を経由してカリフォルニア州サンフランシスコに向かう。1945年11月29日にメア・アイランド海軍造船所に到着、最初のオーバーホールが行われたが、工事は1946年3月中旬まで完了せず、工事未了のまま西海岸沿いでの作戦活動に従事した。1947年3月17日にサンフランシスコ海軍造船所に入渠し、2度目の広範囲オーバーホールが行われた。8月8日に乾ドックから直接出航しサンディエゴに向かう。1ヶ月後に真珠湾に向かい数日間停泊した後西方に向けて模擬巡航を行う。パラオ、香港、上海、青島および沖縄を訪問した後、スキャバードフィッシュは1947年12月11日にサンディエゴに帰還した。1948年1月3日、スキャバードフィッシュはメア・アイランドに向かい、2日後に不活性化のため太平洋予備役艦隊に合流する。1948年2月にスキャバードフィッシュは予備役となり、メア・アイランドに係留された。その後1964年10月まで保管された。
スキャバードフィッシュは再び就役するとギリシャ海軍に貸与された。ギリシャ海軍ではトリアイナ (HS Triaina, S-86) の艦名で就役した。スキャバードフィッシュは1976年1月31日にアメリカ海軍から除籍され、1976年4月にギリシャによって正式に購入された。ギリシャ海軍からは1980年に除籍されたが、1982年まで係留され訓練艦として使用された。